# Lijst van gemeentelijke monumenten in Ubbergen
De plaats Ubbergen in de Gelderse gemeente Berg en Dal kent 15 gemeentelijke monumenten:
| Object                                     | Bouwjaar                                      | Architect                   | Locatie                | Coördinaten                   | Nr.            | Afbeelding                                 |
| ------------------------------------------ | --------------------------------------------- | --------------------------- | ---------------------- | ----------------------------- | -------------- | ------------------------------------------ |
| Voormalig koetshuis van villa Beukenheim   | 1867                                          |                             | Dommer v.Pold.wg J. 5  | 51° 50' 6" NB, 5° 54' 20" OL  | 0282/wikinr141 | Voormalig koetshuis van villa Beukenheim   |
| Dubbelwoning met voormalig wasserij        |                                               |                             | Kasteelselaan 4+6      | 51° 50' 4" NB, 5° 54' 39" OL  | 0282/wikinr142 | Dubbelwoning met voormalig wasserij        |
| Voormalig dubbel wasboerderijtje           | ca. 1900                                      |                             | Kasteelselaan 24       | 51° 50' 5" NB, 5° 54' 32" OL  | 0282/wikinr143 | Voormalig dubbel wasboerderijtje           |
| Villa Schoon-Zicht                         | 19de eeuw, verbouwd in 1907                   |                             | Pompweg 12             | 51° 50' 20" NB, 5° 53' 46" OL | 0282/wikinr144 | Villa Schoon-Zicht                         |
| Woonhuis Hartenbeek                        | kern 16de eeuw, vergroot in 1900, 1955 (kap)  |                             | Pompweg 18             | 51° 50' 18" NB, 5° 53' 49" OL | 0282/wikinr145 | Meer afbeeldingen                          |
| Voormalig vakantiewoning                   | ca. 1930                                      |                             | Pompweg 22             | 51° 50' 15" NB, 5° 53' 51" OL | 0282/wikinr146 | Voormalig vakantiewoning                   |
| Woonhuis                                   | laatste kwart 18de eeuw, verbouwd in 1929     | Van Eldik (verbouwing 1929) | Rijksstraatweg 17      | 51° 50' 14" NB, 5° 54' 1" OL  | 0282/wikinr147 | Woonhuis                                   |
| Woonhuis, Dennendal m. tuinhuis            | ca. 1875, verbouwd in 1962 en 1975 (serre)    |                             | Rijksstraatweg 35      | 51° 50' 5" NB, 5° 54' 12" OL  | 0282/wikinr148 | Woonhuis, Dennendal m. tuinhuis            |
| Zusterbegraafplaats De Refter              | na 1903                                       |                             | Rijksstraatweg bij 37  | 51° 50' 6" NB, 5° 54' 20" OL  | 0282/wikinr149 | Zusterbegraafplaats De Refter              |
| Voormalig Koetshuis van villa Oudbergzicht | 19de eeuw, verbouwd in 1987                   |                             | Ubbergensdijk 8        | 51° 50' 14" NB, 5° 54' 7" OL  | 0282/wikinr150 | Voormalig Koetshuis van villa Oudbergzicht |
| Woonhuis, dubbel met 28                    | 1912                                          | A. van den Boogaard         | Ubbergensdijk 26       | 51° 50' 15" NB, 5° 54' 8" OL  | 0282/wikinr151 | Woonhuis, dubbel met 28                    |
| Woonhuis, dubbel met 26                    | 1912                                          | A. van den Boogaard         | Ubbergensdijk 28       | 51° 50' 15" NB, 5° 54' 9" OL  | 0282/wikinr152 | Woonhuis, dubbel met 26                    |
| Voormalig billard café Bergzicht           | begin 20ste eeuw, 1924 (nr. 8-10), 2009 (dak) |                             | Ubbergse Holleweg 2-10 | 51° 50' 16" NB, 5° 53' 56" OL | 0282/wikinr153 | Meer afbeeldingen                          |
| Woonhuis                                   | laatste kwart 19de eeuw                       |                             | Ubbergse Holleweg 12   | 51° 50' 14" NB, 5° 53' 55" OL | 0282/wikinr154 | Woonhuis                                   |
| Voormalig tuinderswoning                   | tweede helft 18de eeuw, 2009 (kas)            |                             | Ubbergse Holleweg 16   | 51° 50' 14" NB, 5° 53' 55" OL | 0282/wikinr155 | Meer afbeeldingen                          |